# NGC 6969
NGC 6969 é uma galáxia espiral (Sa) localizada na direcção da constelação de Delphinus. Possui uma declinação de +07° 44' 25" e uma ascensão recta de 20 horas, 48 minutos e 27,6 segundos.
A galáxia NGC 6969 foi descoberta em 15 de Agosto de 1863 por Albert Marth.